# Campeonato Africano de Atletismo de 2014 - 10000 m feminino
A prova dos 10000 metros feminino do Campeonato Africano de Atletismo de 2014 foi disputada no dia 13 de agosto de 2014 no Estádio de Marrakech  em Marrakech, no Marrocos. Participaram da prova 8 atletas. 

## Recordes
Antes desta competição, os recordes mundiais e do campeonato nesta prova eram os seguintes:
|                       | Nome             | Nacionalidade | Tempo      | Local   | Data                  |
| --------------------- | ---------------- | ------------- | ---------- | ------- | --------------------- |
| Recorde mundial       | Wang Junxia      | China         | 29m 31s 78 | Pequim  | 8 de setembro de 1993 |
| Recorde do campeonato | Edith Masai      | Quênia        | 31m 27s 96 | Bambous | 12 de agosto de 2006  |
| Recorde africano      | Meselech Melkamu | Etiópia       | 29m 53s 80 | Utrecht | 14 de junho de 2009   |

## Medalhistas
| Ouro                  | Prata              | Bronze                 |
| Joyce Chepkirui (KEN) | Emily Chebet (KEN) | Belaynesh Oljira (ETH) |

## Cronograma
Todos os horários são locais (UTC+1).
| Data         | Hora  | Evento |
| ------------ | ----- | ------ |
| 13 de agosto | 20:00 | Final  |

## Resultado final
| Posição           | Atleta            | Nacionalidade | Tempo    | Notas |
| ----------------- | ----------------- | ------------- | -------- | ----- |
| Medalha de ouro   | Joyce Chepkirui   | Quênia        | 32:45.27 |       |
| Medalha de prata  | Emily Chebet      | Quênia        | 32:45.28 |       |
| Medalha de bronze | Belaynesh Oljira  | Etiópia       | 32:49.39 |       |
| 4                 | Genet Yalew       | Etiópia       | 32:52.46 |       |
| 5                 | Tigist Abayechew  | Etiópia       | 34:21.12 |       |
| 6                 | Khadija Sammah    | Marrocos      | DNF      |       |
| 7                 | Florence Kiplagat | Quênia        | DNS      |       |
| 7                 | Juliet Chekwel    | Uganda        | DNS      |       |

Legenda
| Recorde mundial       | Recorde mundial (World record)               |                       | Recorde africano                      | Recorde africano (African) |                                           | Q | Classificado por posição (Qualified) |
| Recorde do campeonato | Recorde do campeonato (Championship record)  | Recorde da América    | Recorde da América (Americas)         | q                          | Classificado por melhor tempo (Qualified) |   |                                      |
| Melhor marca do ano   | Melhor marca do ano (World leading)          | Recorde asiático      | Recorde asiático (Asian)              | DNS                        | Não largou (Did not start)                |   |                                      |
| Recorde nacional      | Recorde nacional (National record)           | Recorde europeu       | Recorde europeu (European)            | DNF                        | Não terminou (Did not finish)             |   |                                      |
| Recorde pessoal       | Recorde pessoal do atleta (Personal best)    | Recorde da Oceania    | Recorde da Oceania (Oceania)          | DSQ / DQ                   | Desclassificado (Disqualified)            |   |                                      |
| Recorde da temporada  | Recorde da temporada do atleta (Season best) | Recorde sul-americano | Recorde sul-americano (South America) | NM                         | Sem marca (No mark)                       |   |                                      |